# Leptura kopai
Leptura kopai es una especie de escarabajo longicornio del género Leptura, categorizada en la tribu Lepturini, de la subfamilia Lepturinae. Fue descrita por Tichý, Viktora & N. Ohbayashi en 2019.

## Descripción
Mide 11-21 mm de longitud.

## Distribución
Se distribuye por Vietnam.